# 현대건설

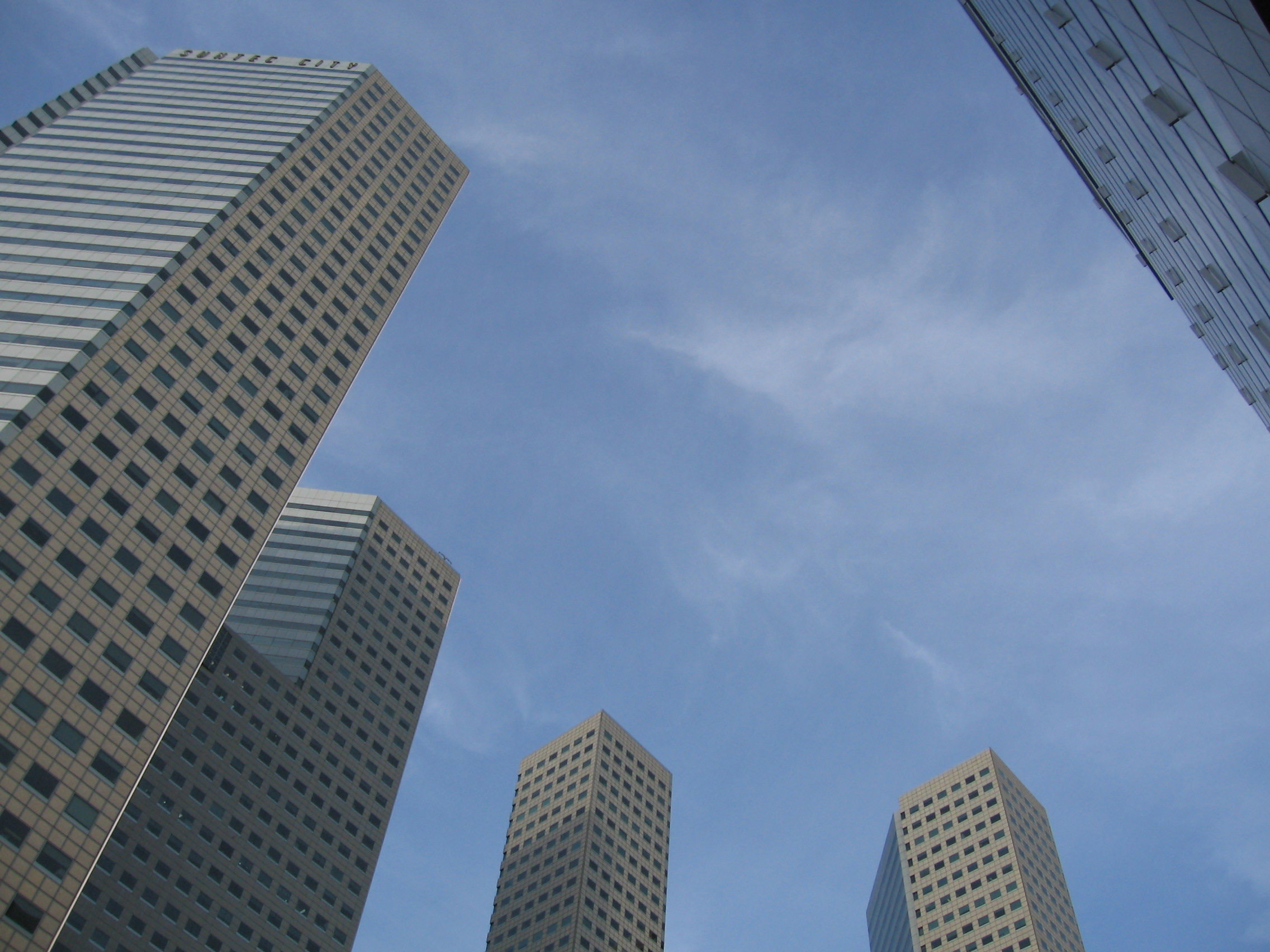
현대건설과 그 외 건설사들이 시공, 1995년 개장한 선택시티. 싱가포르.

현대건설(現代建設, HYUNDAI ENGINEERING & CONSTRUCTION)은 1947년 정주영이 설립하였으며 본사는 서울특별시 종로구 율곡로 75 (계동)에 있으며 대한민국에 본사를 둔, 현재 현대자동차그룹에 소속된 건설 회사이다. 토목사업, 건축, 주택, 플랜트 등으로 구분되는 사업부문을 영위하며 현대엔지니어링 등 13개의 종속 회사로 구성되어 있다.
국토교통부의 2021년 토목건축공사업 시공능력평가 결과, 평가액 11조 3,770억 원으로 삼성물산에 이어 2위를 기록했다.

## 개요
현대건설은 현대자동차그룹 계열의 종합건설업체이다. 2013~2014년 기준으로 시가총액은 7조원 안팎이며, 글로벌 경기 불황임에도 불구하고 건설사로서는 드물게 매년 5,000억~7,000억의 순이익을 내고 있다.
아파트 브랜드는 '힐스테이트'와 '디에이치'를 사용하고 있다. 매출구성은 플랜트 53%, 건축 23%, 토목 21% 가량으로 구성된다.

## 역사
- 1947년 현대토건사로 창업
- 1950년 1월 현대토건사와 현대자동차공업사가 합병해 현대건설(주)이 설립되었다.
- 1958년 한강인도교 복구공사를 준공하였다.
- 1960년 11월에 인천항 제1부두를 준공하였다.
- 1962년에는 대한민국 내 도급 1위 회사에 올랐다.
- 1965년 태국의 파타니 나라티왓 고속도로(Pattani Narathiwat Highway Project)를 수주하였다.
- 1967년 5월, 베트남에 진출, 캄란 소도시 공사를 착공하였으며,
- 1970년 7월에는 경부고속도로를 준공하였으며
- 1970년 12월에는 호남고속도로 (대전~전라북도 전주)를 완공하였다.
- 1976년 6월부터 1980년 12월까지는 주베일 항만공사를 수행했다.
- 1994년 10월 21일에 붕괴된 성수대교 복구공사를 시행한 적이 있다.
- 1995년 6월 30일에 붕괴된 삼풍백화점 사고현장지원을 시행한 적이 있다.
- 2001년 현대건설이 유동성 위기로 부도를 맞아 채권단에 의해 현대그룹에서 분리되어 현대엔지니어링 등과 함께 현대건설그룹을 이루었다.
- 2011년 4월 현대자동차그룹에 인수되었다.

## 로고

1957 ~ 1974년
1974년 ~ 1984년
1978 ~ 1984년
1984 ~ 2011년
2011 ~ 2015년
2015년 ~ 현재

또, KAL아파트 재건축 공사인 우장산 현대홈타운(현 우장산 힐스테이트) 공사 당시, 2000세대가 넘는 아파트 공사비용을 줄이기 위해 HDC현대산업개발과 공동으로 시공하여 각 사가 부담하고, 브랜드는 현대건설의 것을 사용한 바 있다.

## 현황
현대건설은 2013년 시공능력평가에서 토목 및 건축 도합 12조 371억원으로 1위를 기록하고 있다. 2014년 기준으로, 매출은 플랜트 53.44%, 건축 23.14%, 토목 20.94%로 구성된다. 토목 및 건축산업은 거시경제지표와 밀접한 연관이 있는 산업으로 현재 글로벌 경기 불황으로 침체기를 맞고 있다.
2022년 1월 26일, 현대건설이 CDP 플래티넘 클럽에 입성했다. 탄소 정보 공개 프로젝트 한국위원회가 발표한 CDP 기후변화 부문에서 2015년부터 리더십 A등급을 획득했으며, 2018년 처음 명예의 전당에 입성했다. 이후 4년 연속 명예의 전당을 유지해 CDP 플래티넘 클럽에 입성했다. 플래티넘 클럽은 CDP 한국위원회의 최상위 등급이며, 현재 국내 건설업 중 플래티넘 클럽 입성 기업은 현대건설이 유일하다.

### 기업 지배 구조 / 자회사
2011년 8월 기준으로, 현대자동차가 현대건설의 최대주주이다. 이를 포함, 현대모비스, 기아자동차 등의 지분을 모두 합치면 약 35%가 되었다. 나머지는 자체 소유거나 금융기관이 아닌 지주 소유다. (2011년 8월)
산하 비상장 자회사로서, 종합플랜트 엔지니어링 업체  현대엔지니어링, 철구조물 전문 제작업체 현대스틸산업, 광주원주고속도로 건설, 관리 및 운영을 위한 제2영동고속도로 외에도 (주)현대종합설계건축사사무소, 부산정관에너지, 현대서산농장, 현대씨엔아이, 경인운하, 현대건설인재개발원을 두고 있다.

### 본점 및 지점 현황
- 본점: 서울특별시 종로구 율곡로 75 (계동)
- 홍콩지점: 홍콩 센트럴 코나우트가 119-121 한국센터빌딩 202호
- 인도네시아지점: 인도네시아 자고라위 고속도로 현장 우편번호사서함 164
- 알코바지점: 사우디아라비아 알코바시 제5지구 354블럭 프린스파쯔가조보아빌딩
- 리야드지점: 사우디아라비아 리야드시 우편번호 2761
- 무하라크지점: 바레인 무하라크시 알-칼라파가 알파레빌딩 5층
- 쿠웨이트지점: 쿠웨이트 누챠시 제3지구 159블럭 1호
- 테헤란지점: 이란 테헤란시 아랴메트구역 드조위바55가 3층
- 아부다비지점: 아랍에미리트 아부다비 세이크함만주 갈타리빌딩 플라자아파트 612호
- 카이로지점: 이집트 카이로시 아부바클 엘-세딕 22가아파트 4
- 샌프란시스코지점: 미국 캘리포니아주 샌프란시스코시 몽고메리가 300
- 런던지점: 영국 런던시 나이트브릿지하이든파크가 60, 5층
- 일본국지점: 일본 도쿄도 지요다구 유라쿠초 1초메 7 유라쿠초덴키빌딩 8층
- 부산지점: 부산광역시 동구 중앙대로 240 (초량동)
- 천안지점: 충청남도 천안시 서북구 업성1길 57 (업성동)

### 신용등급
- AA- 로 업계 최고의 신용등급 보유[6]

## 현대건설 매각
현대건설은 한때 현대그룹의 계열사였으나 2001년 유동성위기를 맞아 현대그룹에서 분리되어 현대엔지니어링 등과 함께 현대건설그룹을 형성하였다. 국내 건설사 시공능력평가에서 2004~5년 삼성물산, 2006년 대우건설에 1위 자리를 내주었으나, 2008년부터 경영정상화에 힘입어 1위 자리를 되찾았다. 경영이 정상화된 현대건설은 2010년 공개매각이 시작되었으며 현대그룹과 현대자동차그룹이 현대건설 인수의사를 타진하였다. 2010년 11월 16일 채권단은 현정은 회장이 이끄는 현대그룹을 현대건설 인수 우선협상대상자로 선정하였다.
이 같은 결정이 발표된 직후 현대그룹은 자금출처 문제로 인수합병 문제에 진통을 겪었다. 프랑스 나티시스 은행으로부터 1.2조원 차입등의 문제로 대출금 세부계획을 제출하라는 채권단의 추가 소명 요구에 현대그룹은 MOU 체결상황에서 대출관련 세부상황을 제공할 의무는 없다고 주장하고 현대자동차그룹은 외환은행이 MOU를 체결하는 과정에서 법률적 권한 범위내에서 적정하게 행동했는지 감독당국에 조사를 요청함과 아울러 현대그룹 2개의 핵심 자회사인 현대상선 및 현대증권을 명예훼손과 무고혐의로 고발조치까지 했다.
이런 상황에서 2010년 12월 20일 채권단은 현대그룹의 우선협상대상자 지위를 박탈했고 2011년 1월 7일 현대자동차그룹을 우선협상대상자로 선정하였으며 2011년 3월 채권단과 현대자동차그룹 간에 현대건설 인수합병 본계약이 체결되었고 2011년 4월 1일 현대건설의 인수대금을 완납함으로써 현대자동차그룹의 계열사로 편입되었다.

## 건설사 시공능력평가
국토교통부 건설사 시공능력평가액은 다음과 같다.

| 연도 | 평가액(원)   | 순위 |
| ---- | ------------ | ---- |
| 2015 | 12조 7,722억 | 2    |
| 2016 | 13조 2,774억 | 2    |
| 2017 | 13조 7,106억 | 2    |
| 2018 | 13조 0,675억 | 2    |
| 2019 | 11조 7,372억 | 2    |
| 2020 | 12조 3,953억 | 2    |
| 2021 | 11조 3,770억 | 2    |

## 산업재해
2012년 7월 2일, 대한민국 고용노동부가 발표한 자료에 따르면 2011년 현대건설이 원청으로 있는 사업장에서 총 10명의 노동자가 사망했다. 또한 2008년부터 2010년까지 3년간 31명의 사망자가 발생했으며, 이로 인해 한국노총이 선정하는 살인기업으로 선정되기도 했다.

## 같이 보기
- 대한건설협회
- 해외건설협회
- 국토교통부
- 건설워커
- 힐스테이트
- 현대엔지니어링